# Who's Better, Who's Best
Who's Better, Who's Best — чотирнадцята збірка англійської групи The Who, яка була випущена 18 березня 1988 року.

## Композиції
1. My Generation — 3:16
2. Anyway, Anyhow, Anywhere — 2:39
3. The Kids Are Alright — 2:45
4. Substitute — 3:46
5. I'm a Boy — 2:38
6. Happy Jack — 2:12
7. Pictures of Lily — 2:42
8. I Can See for Miles — 4:06
9. Who Are You — 5:03
10. Won't Get Fooled Again — 3:38
11. Magic Bus — 3:19
12. I Can't Explain — 2:04
13. Pinball Wizard — 2:59
14. I'm Free — 2:40
15. See Me, Feel Me — 3:30
16. Squeeze Box — 2:40
17. Join Together — 4:19
18. You Better You Bet — 5:37
19. Baba O'Riley — 5:00

## Склад
- Роджер Долтрі — вокал
- Джон Ентвістл — бас гітара, бек-вокал;
- Кенні Джонс — ударні
- Піт Таунсенд — гітара, синтезатори, фортепіано

## Чарти
| Чарт (1988)                     | Найвища позиція |
| ------------------------------- | --------------- |
| Велика Британія UK Albums (OCC) | 10              |

## Сертифікації
| Регіон                                             | Сертифікація | Продажі  |
| -------------------------------------------------- | ------------ | -------- |
| Велика Британія (BPI)                              | Золотий      | 100 000^ |
| США (RIAA)                                         | Золотий      | 500 000^ |
| ^відвантаження, що базуються лише на сертифікаціях |              |          |